# Pred dozhdot
Pred dozhdot (Macedônio: Пред дождот; no Brasil: Antes da Chuva) é um filme macedônio de 1994 estrelado por Katrin Cartlidge, Rade Serbedzija, Grégoire Colin e Labina Mitevska.  Ele foi dirigido e escrito por Milčo Mančevski. A música foi criada pela banda Anastasia.